# Badí az-Zamán al-Hamadáni
Al-Hamadáni, teljes nevén Abú l-Fadl Ahmad ibn al-Huszajn al-Hamadzání (أبو الفضل أحمد بن الحسين الهمذاني, Abū l-Faḍl Aḥmad ibn al-Ḥusayn al-Hamaḏānī), elterjedt nevén al-Hamadání (Hamadán, 968 – Herát, 1008) arabul alkotó perzsa költő és író. Állandó jelzője: Badí az-Zamán (بديع الزمان, Badīʿ az-Zamān), azaz „a kor csodája”, amit a napjainkig népszerű makáma rímes prózai műfajának megalkotásával érdemelt ki. Hírnevét ötven évvel később született követője, al-Harírí sokáig elhomályosította, de az irodalomtudomány a 19. század végén ismét felfigyelt a makáma megteremtőjére, akit mindmáig jelentős érdeklődés övez.

## Élete
Síitaként született az iráni Hamadánban, és tanulmányait is itt végezte Ibn al-Fárisznál, majd 990 körül Rajjban telepedett le, ahol a buvajhida Fahr ad-Daula emír vezírje, Ibn Abbád vette pártfogásába a tehetséges ifjút. Valószínűleg ekkortájt kezdett irodalommal foglalkozni, és talán az első makámák is itt születtek. Rajjban egyébként állítólag maga is tagja és lekötelezettje volt a koldusok céhének. A várost végül valószínűleg személyes konfliktus miatt hagyta el, és egy rövid gorgáni kitérőt követően 992-ben Nisápurba ment, amely kora egyik szellemi központja volt. A városban rivalizálni kezdett Abu Bakr al-Hvárazmival, a jeles episztolaszerzővel, és küzdelmükből ő került ki győztesen. Ebben nem elsősorban saját episztolái, hanem újszerű, népszerű makámái játszottak főszerepet. Az Abu Bakr halálával végződő irodalmi párbaj révén befutó Hamadáni ezt követően sokat utazott: megfordult többek között a szaffárida szísztáni emír, Abu Ahmad Halaf zarandzsi udvarában, ahol az uralkodót dicsőítette (hat makámája kifejezetten ebben a témában íródott), majd rövid időre a diadalmas Mahmúd gaznavida szultán környezetéhez csatlakozott. Élete végén szunnita hitre tért, végül Herátban telepedett le, ahol körülbelül negyven esztendős korában elhunyt.

## Munkássága

### A makáma feltalálója
Hamadání mai ismereteink szerint az irodalom három területen alkotott: kaszídákat költött, illetve episztolákat és makámákat írt. Fennmaradt versei és levelei azonban, bár kétségtelen nyelvi virtuozitásról tesznek tanúbizonyságot, nem sok eredetiséget mutatnak fel, alapvetően nem különböznek a korabeli művelt körökben dívó irodalom egyéb alkotásaitól. Nem így a rímes prózában írt makámák. Hamadání hírét elhomályosító utóda, al-Harírí úgy emlékezett meg róla, mint a műfaj feltalálójáról, amely állítás számottevő tudományos érdeklődést váltott ki az irodalmárok körében, és több alternatíva is felmerült a lehetséges előzményekkel kapcsolatban. Ibn Durajdról egy kútfő állítja, hogy majd egy évszázaddal Hamadání előtt fiktív történeteket írt, ám válogatásokban fennmaradt művei alapján ez az egyébként nagy vitát kavart állítás nem bizonyítható. Mindenesetre az tudható, hogy anekdotikus prózairodalom már évszázadok óta létezett, és hogy az eredetileg prédikációkhoz és beszédekhez használt rímes, ritmikus próza (szadzs) a 9. század óta az episztolairodalom szerves kelléke volt.
A. F. L. Beeston, a jeles arabista szerint Hamadání újítása tulajdonképpen a forma és a tartalom, azaz a szadzs és az anekdoták ötvözése, továbbá a vállalt fiktivitás volt, amellyel megteremtette az új, még ezer éven át népszerű makáma műfaját. Beeston az új műfaj közvetlen előzményét Hamadání idősebb kortársa, Abú Alí at-Tanúhí anekdotagyűjteményében véli felfedezni, az egyik történetet egyenesen makámaembriónak titulálva témája és tartalma alapján. Más kutatók arra hívták fel a figyelmet, hogy a szadzs és az anekdoták ötvözése, még ha csak részletekben is, de már egyes 9. század első feléből származó – helytelenül Dzsáhizénak tulajdonított – történetekben is előfordul.

### Hamadání makámái
Munkásságát a nahda-időszakban fedezték fel újra és adták ki, először Isztambulban (1881), majd Bejrútban (1890) – ez utóbbi kiadást a jeles Muhammad Abduh készítette, kihagyva néhány erkölcstelenebb passzust. Érdekesség, hogy a két kiadásban egyaránt ötvenegy mű szerepel, de egy-egy makámában különböznek, így összességében ötvenkét makáma maradt fenn. Hamadání állítólag egy alkalommal kijelentette, hogy 400 makámát diktált le, de ez minden bizonnyal túlzás. Az egyes darabok terjedelme változó, de néhány oldalnál csak ritkán hosszabbak.
E műveket keresett, kifinomult stílus jellemzi, a mindennapi életet és az embereket írja le. Zömük rímes próza, de helyenként versek is felbukkannak, méghozzá többnyire a makámák végén néhány soros összegzésként vagy tanulságként. Hamadání az arab irodalomban ritka jellemkomikumot használta fel, burleszk és pikáns elemekkel vegyítve. Makámái kora társadalmáról és jellegzetes alakjairól nyújtanak hű képet. Állandó narrátora Íszá ibn Hisám, aki néhány elbeszélt kaland hőse is, de többnyire Abú l-Fath al-Iszkandarí a főszereplő. Abú l-Fath kora, kinézete és a narrátorhoz fűződő viszonya az egyes makámákban nem állandó, de művelt, ékesszóló, cinikus és bohém, és többnyire az ő – nem mindig sikeresen végződő – csínyei és egyéb tettei szolgáltatják az elbeszélés történetének alapját. A makámák célja egyes értelmezések szerint a dogmatizmussal és a képmutatás által uralt társadalommal szembeni szabadság propagálása volt, mások viszont úgy vélik, a paródiával és gúnyolódással a közönség morális döntés elé állítása volt a cél.

## Magyarul
- A szűz és az asszony. Al-Hamadáni, al-Hariri makámáiból; vál., nyersford., utószó, jegyz. Simon Róbert, ford. Tótfalusi István; Magyar Helikon–Európa, Bp., 1973